# Bassignana
Bassignana – miejscowość i gmina we Włoszech, w regionie Piemont, w prowincji Alessandria.
Według danych na styczeń 2010 gminę zamieszkiwało 1786 osób przy gęstości zaludnienia 63,5 os./1 km².